# Шубіна Марія Тимофіївна
Марія Тимофіївна Шубіна (рос. Мария Тимофеевна Шубина, 14 січня 1930, Протасово, Ічалковський район, Мордовська автономна область, Російська РФСР, СРСР — 20 квітня 2025) — радянська веслувальниця на байдарках, триразова олімпійська чемпіонка 1960 року, чотириразова чемпіонка світу.

## Життєпис
Марія Шубіна народилася 14 січня 1930 року в селі Протасово, в сім'ї інженера. Після закінчення гінекологічної школи працювала медсестрою в лікарні. У 1950 році поступисла в Казанський державний медичний університет, а у 1956 році закінчила його. Паралельно займалася лижними перегонами та бігом. Згодом почала займатися веслуванням.
Першого успіху добилася у 1958 році, коли у байдарках-двійках у парі з Антоніною Середіною стали чемпіонками світу на дистанції 500 метрів. Через два роки на Олімпійських іграх веслувальниці зуміли стати олімпійськими чемпіонками на цій дистанції. Цей виступ став єдиним для Шубіної на Олімпійських іграх.
В подальшому, виступаючи за збірну СРСР, Шубіна провела успішний чемпіонат світу 1963 року, коли перемогла у байдарках-одиночках та байдарках-четвірках на дистанції 500 метрів, а також із Людмилою Пінаєвою виграла срібло у байдарках-двійках. На чемпіонаті світу 1996 року виграла золото у байдарках-четвірках, а також стала срібним призером у байдарках-двійках (партнерка Антоніна Середіна).
Паралельно зі спортивною кар'єрою Шубіна продовжила своє навчання, вивчаючи спортивну медицину в Санкт-Петербурзі. У 1975 році вона захистила завання Кандидата медичних наук.

## Виступи на Олімпійських іграх
| Олімпіада | Дисципліна             | Місце |
| --------- | ---------------------- | ----- |
| Рим 1960  | байдарки-двійки, 500 м | 1     |